# NK Tabor Sežana
Maillots
Dernière mise à jour : 11 décembre 2024.
Le Nogometni klub Tabor Sežana, communément appelé NK Tabor Sežana ou simplement Tabor Sežana, est un club de football slovène localisé à Sežana qui évolue en 2. SNL, le deuxième échelon du football slovène. Le club a été créé en 1923.